# قضية برجس
قضية برجس, أو فتاة الباندا, نسبة إلي نقال نوكيا 6600, وقد ظهرت في 2004 لقطة فيديو لفتاة وهي تغتصب من قبل ثلاثة أشخاص.
في عام 2004 ظهر مقطع فيديو صور بكميرا نقال نوكيا 6600 لأشخاص يعتقد انهم يقومون باغتصاب فتاة, وكان عددهم ثلاثة أشخاص. وبينت التحقيقات أن اثنين منهم يحملون الجنسية السعودية, والآخر نيجري والفتاة تحمل إحدى الجنسيات الخليجية. وبين مصدر العربية.نت أن والد الفتاة هو من تقدم بإبلاغ الجهات المعنية بعد أن اعترفت له ابنته، وذكر المصدر ترجيحه أن لا يكون هناك اختطاف وأن الجريمة عبارة «عن تصفية حسابات وإذلال وتشهير للفتاة» من قبل الشبان الثلاثة.